# ヤコブスタード
ヤコブスタード（スウェーデン語: Jakobstad [ˈjɑːkopˌstɑːd] フィンランド語: Pietarsaari）は、フィンランドの中西部に位置し、ボスニア湾に面する港町である。ポフヤンマー県ヤコブスタード郡に属する。

## 歴史

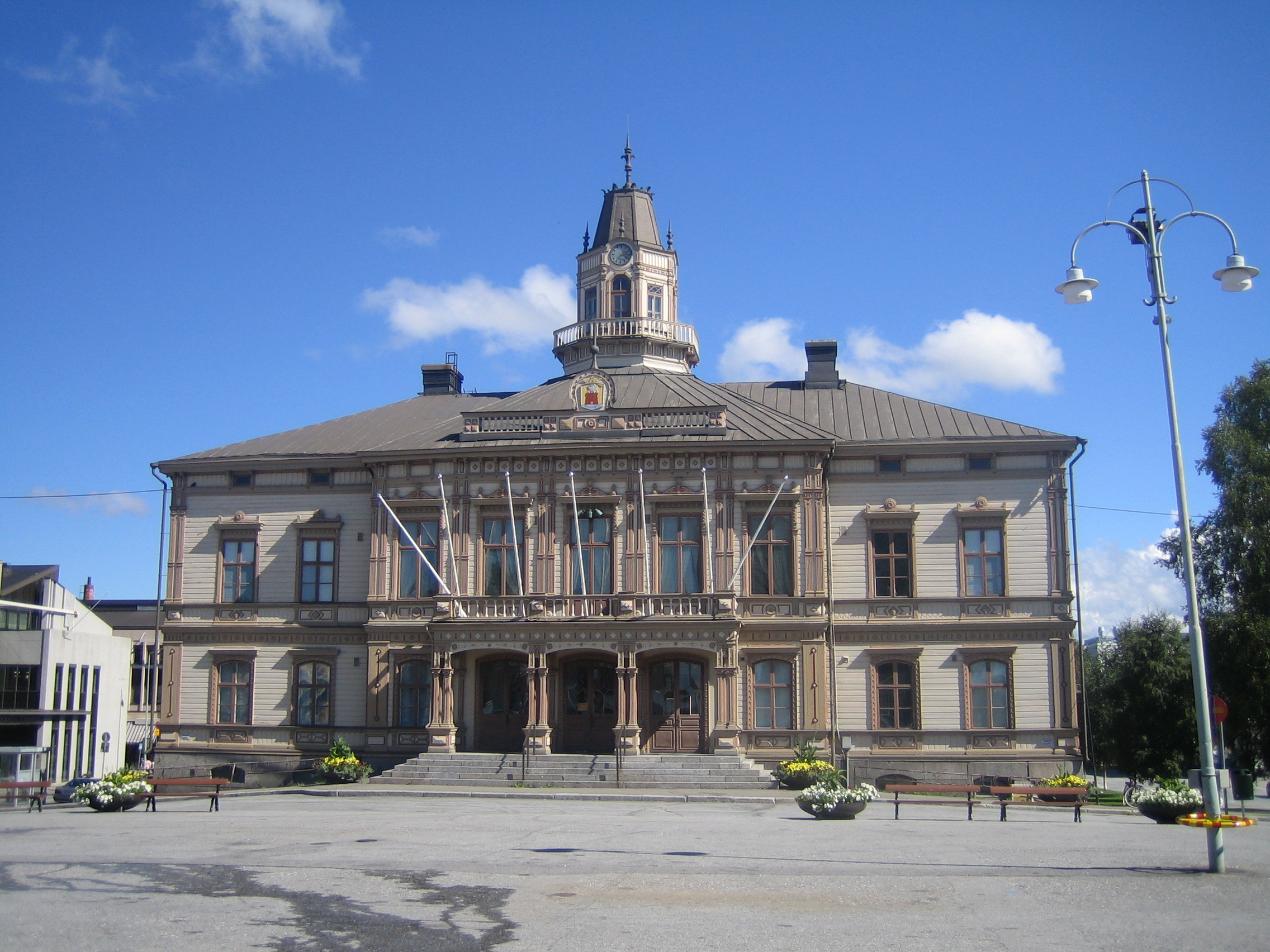
旧ヤコブスタード市庁舎

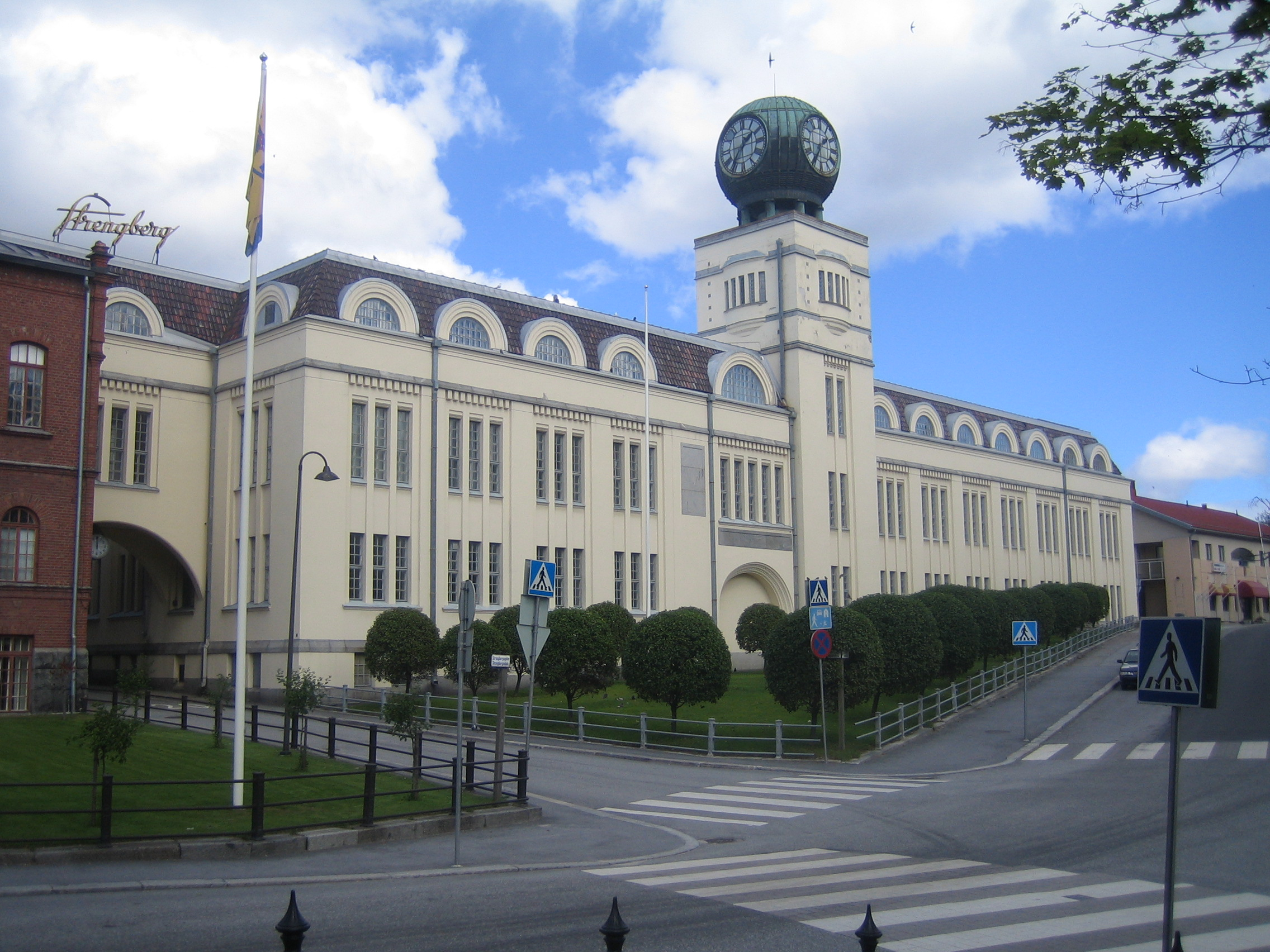
Strengbergタバコ工場

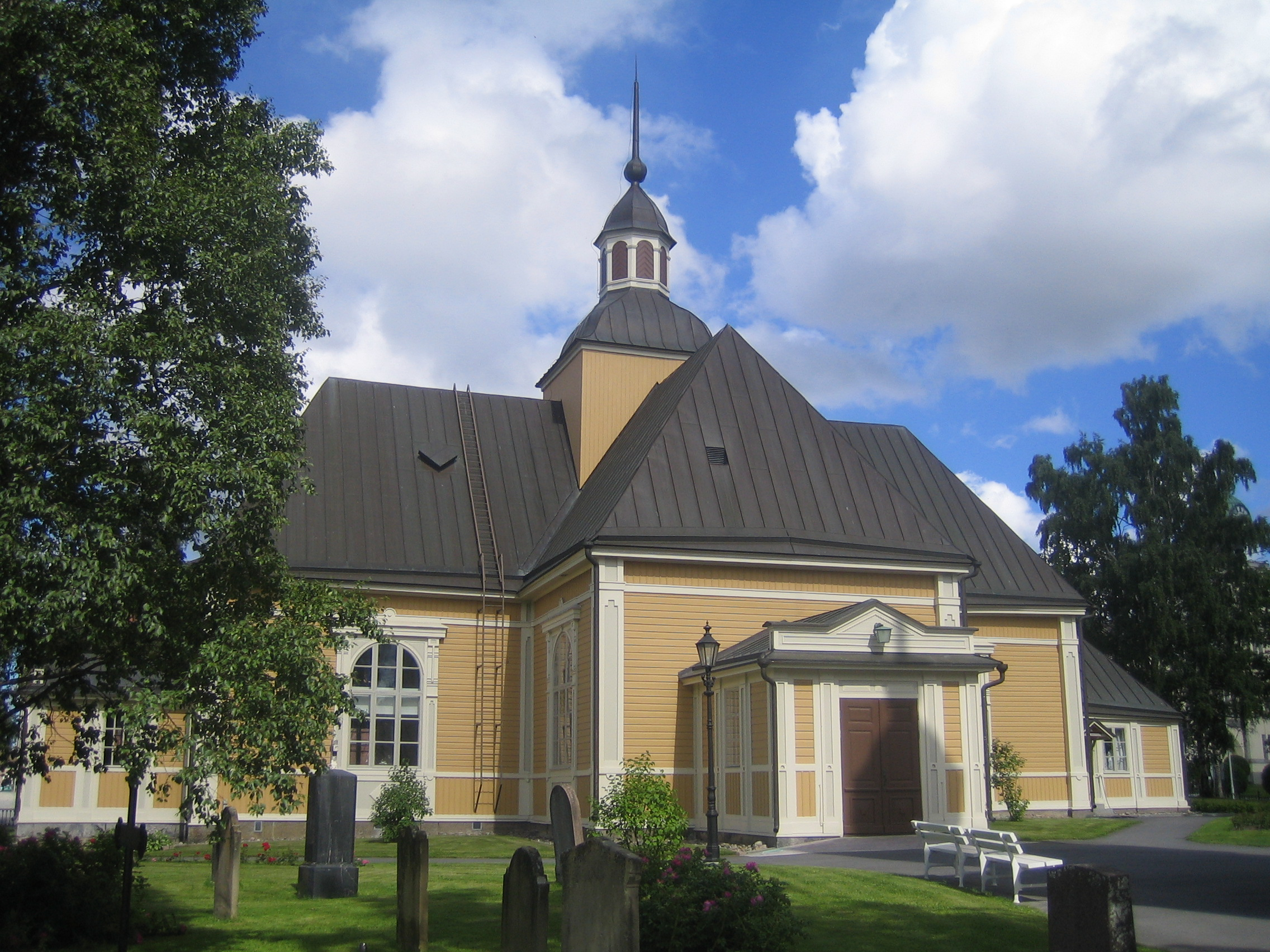
ヤコブスタード教会

1652年にスウェーデン皇帝軍司令官Jacob De la Gardieの未亡人であったEbba Braheによって設立され、クリスティーナ女王によって都市として認められた。当初は小さな寒村であり都市の発展も低調で、1680年には住民を他の都市へ移転させるよう命令が出たが、のちに取り消される。
18世紀初頭に起こった大北方戦争ではロシア軍によって侵略を受け、町の大部分が焼き討ちに遭う。大多数の住民はヤコブスタードから離れた。その際，船を持っていた者は海を渡ってスウェーデンに逃れた。持たなかった者は森や近くの島に逃げ込んだが、大多数が捕虜となったか殺された。
1720年代に住民がヤコブスタードに戻り、それと同時に他地域からの移転住民が増加した。1731年にはヤコブスタード教会が建設された。この時期から数十年にわたり、ヤコブスタードはタールの生産やたばこの包装などのたばこ関連産業の中心地として著しい発展を遂げた。また、1765年にボスニア湾沿いの都市に貿易特権が与えられたことが追い風となり、貿易やのちに主産業となる造船業が発展した。
19世紀前半には第一次・第二次ロシア・スウェーデン戦争と1835年の大火事により、ヤコブスタードは壊滅的な打撃を受けた。にもかかわらず、経済的な発展は続き、ブルワリー、マッチ工場、銀行などが1850年以降に次々に設立された。1859年には実業家のPeter Malmによって蒸気機関を使用した製材所が設立された。蒸気機関を使用した工場ではフィンランドで2番目に早い。クリミア戦争では英仏連合軍によるバルト海の海上封鎖の影響を受け、造船・貿易ともに大損害を被った。
1883年にはチコリー（コーヒーの代用品）工場が設立された。これがヤコブスタードの工業化の始まりと見なされている。1900年にはStrengbergの設立したタバコ工場が稼働を始めた。このタバコ工場は従業員1000人を数える大工場で、持ち主は度々代わったものの、1998年まで存続した。
フィンランド内戦の間、ヤコブスタードには砲術学校がおかれた。第二次世界大戦中、ヤコブスタードは赤軍によって爆撃され、死傷者を出した。
1960年代までは町はスウェーデン語を話す住民が圧倒的だったが、1960年から1970年代の産業発展による労働者の転入が増え、フィンランド語話者の割合が増加した。現在はスウェーデン語話者が55%、フィンランド語話者が42%を占めている。
1967年にはストックマン百貨店が開店したが、1982年に撤退している。現在も工業がさかんであり、市内で最大の企業はフィンランド最大の製紙業会社UPM(United Paper Mills)のパルプ工場である。ほかにもステンレス工場、精肉工場などが稼働している。1990年代にはタバコ工場、ガラス工場の閉鎖があった。1883年から、地方新聞Jakobstad Tidningが発行されていたが、2008年にÖsterbottningenと合併し、現在はÖsterbottens Tidningが発行されている。

## 交通
- 空港は市内に存在しない。最寄りのKronoby空港は30km程離れている。
- 旅客鉄道駅は市内には存在しない。最寄りのVRグループ（フィンランド国鉄）Bennäs駅からは列車の発車、到着にあわせてバスが運行されている。（市内へは15分程度）

## 文化・観光

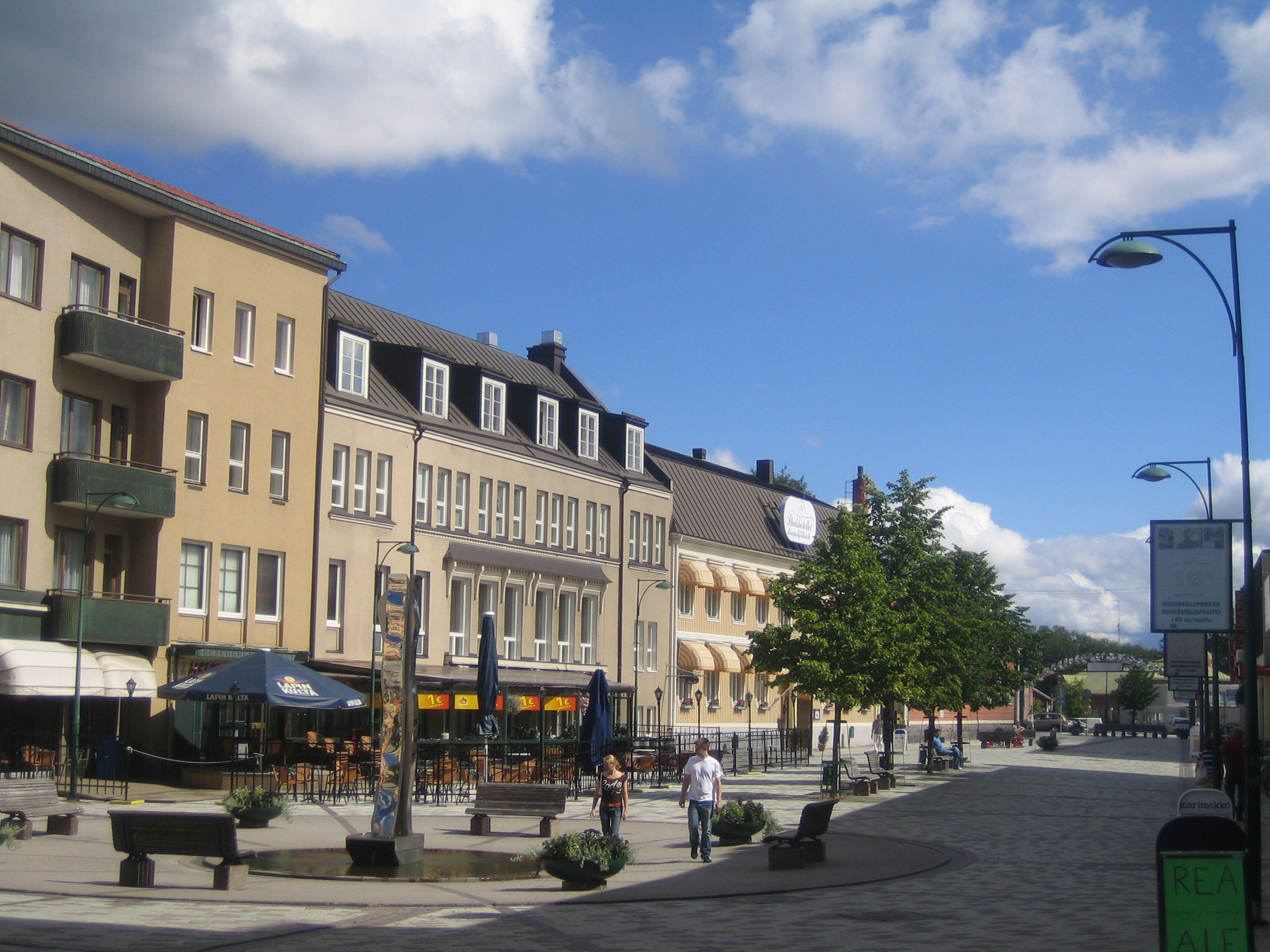
ヤコブスタード中心街

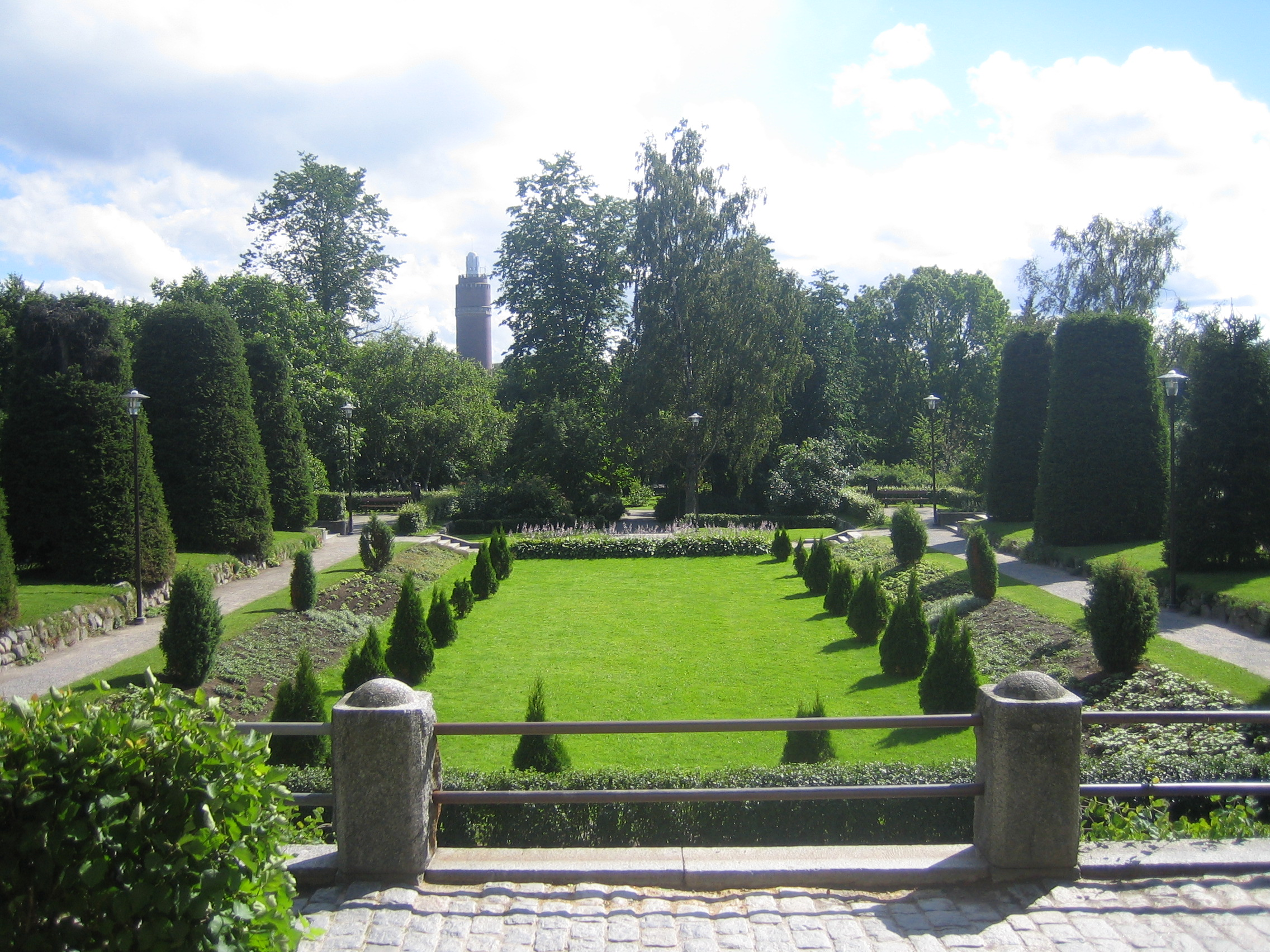
Skolparken植物園

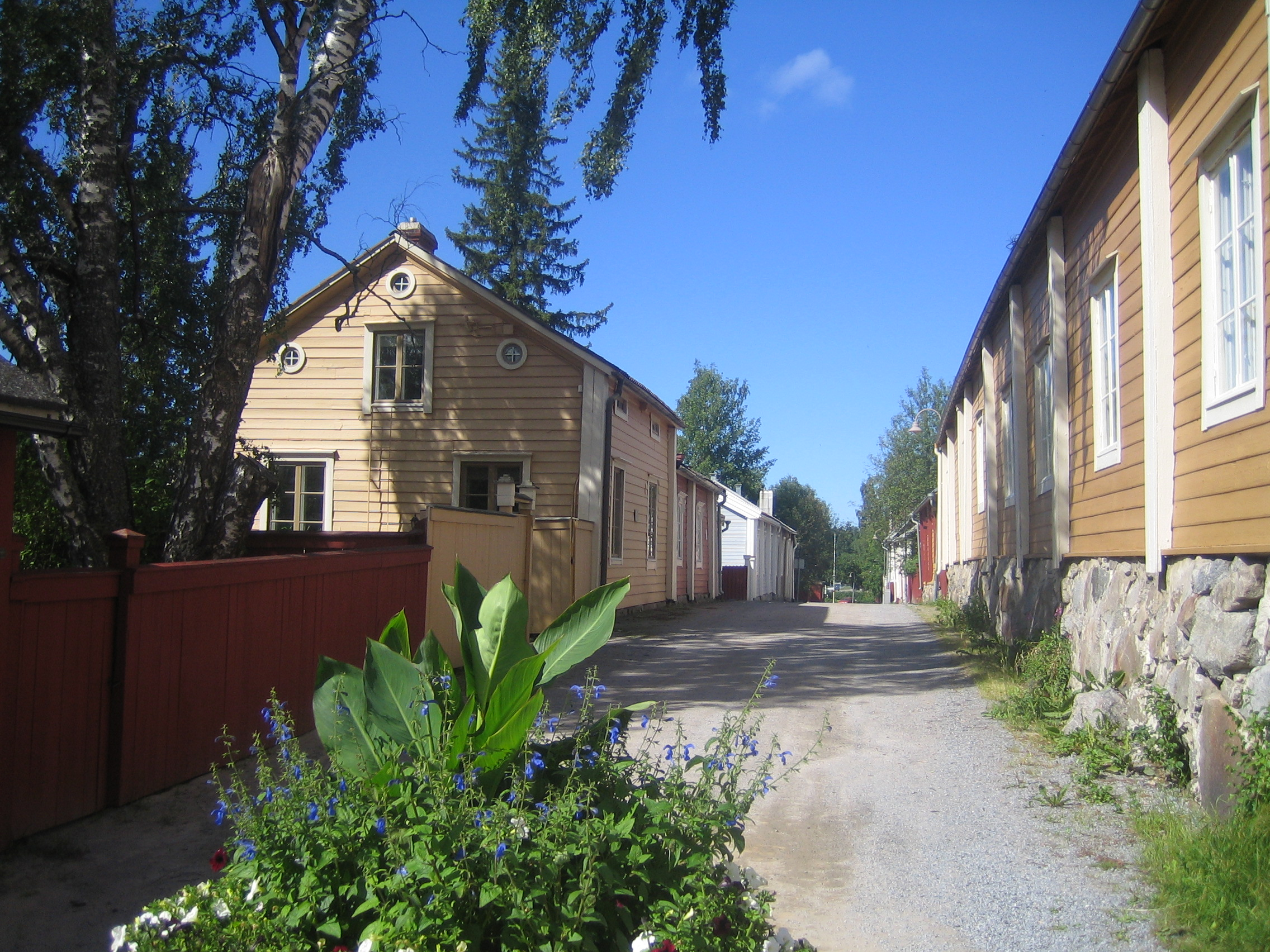
Skata旧市街

- ガレアス船「ヤコブスタード・ワペン」のレプリカ
- 北極博物館「Nanoq」（Nanoqはイヌイットの言葉で「ホッキョクグマ」の意）
- Skolparken植物園
- Skata地区 - 伝統的な住宅地区

## スポーツ
プロサッカーリーグヴェイッカウスリーガに所属するFFヤロが本拠地を置いている。また、女子サッカークラブ、FCユナイテッド（FC United）の本拠地でもある。

## 関係著名人
- Ossian Schauman　- 社会福祉NGO「Folkhälsan」代表
- Johan Ludvig Runeberg　- 詩人。代表作は「旗手ストールの物語」，「我が国」
- Philip Ulric Strengberg　- 実業家。タバコ工場を設立する。
- Karl and his son Walter Nars　フィンランドのプラスチック工業の生みの親。
- Fredrik Norrena　アイスホッケー選手、コロンバス・ブルージャケッツ所属。

## 姉妹都市
- - アスケー（ノルウェー）
- - Eslöv（スウェーデン）
- - Söderhamn（スウェーデン）
- - ユールマラ(ラトビア)
- - ガルザバイル（アイスランド）
- - Jamestown（アメリカ合衆国）
- - ルーザスデール（デンマーク）
- - Bunde（ドイツ）